# ふたりのもじぴったん
「ふたりのもじぴったん」は、ナムコ（後のバンダイナムコゲームス）のパズルゲーム『ことばのパズル もじぴったん』シリーズに使われている曲。作詞：後藤裕之、作曲：神前暁、歌：古原奈々。歌詞は全てひらがなで記述されている。

## 解説
「ふたりのもじぴったん」が初めて使われたのは、2001年12月に稼動開始した業務用ゲーム『ことばのパズル もじぴったん』である。もともとは、サウンド担当の神前がインストゥルメンタルとして作曲したものだったが、『もじぴったん』のゲームデザイナーである後藤の発案により、歌詞を付けることになった。後藤が30分ほどで歌詞を付け、後日、急遽レコーディングをして完成させたという。当時は2人対戦モードのBGMとして使用され、歌詞も1番のみであった。
2003年1月に発売された『もじぴったん』のPS2版・GBA版では、対戦モードだけでなく1人用のパズルモードのBGMとしても使われるようになった。また、PS2版では2番の歌詞が新たに追加された。
2004年12月に発売されたPSP版『ことばのパズル もじぴったん大辞典』では、capsuleの中田ヤスタカによるリミックス・バージョンが収録された。PSP版のTVコマーシャルでも、この曲のサビのメロディーの一部が使用された。なお、このリミックスバージョンは2008年発売のWii版にもBGMとして収録されている。
2007年3月に発売されたDS版『ことばのパズル もじぴったんDS』では『もじぴったん』で使用されている他のボーカル曲がインストゥルメンタルバージョン化、あるいは除外されている中で、唯一ボーカル付きのまま収録されている（1コーラスのみ）。また、スローテンポのオルゴールアレンジバージョンがタイトル画面のBGM『ぷれりゅーど』として収録されている。

## 他所での展開
「ふたりのもじぴったん」は、ナムコの他ゲーム等にも使用されており様々なバージョンがある。
ナムコ『太鼓の達人』シリーズに「もじぴったんメドレー」が収録される。この曲、「わーずわーずの魔法」、タイトル曲の3曲をメドレーにしたもの。『もじぴったん』のキャラクターである、もじくん・もじちゃん・ブラックもじくん・えらぶくん・エラブルが登場し、ノルマを達成すると、背景に「のるまくりあ」と表示される。
2004年、ナムコ『ゼノサーガ』のファンディスク『ゼノサーガ フリークス』に、歌詞の「もじぴったん」を「ぜのぴったん」に変更した「ふたりのぜのぴったん」が収録された。原曲と比較して長2度上げられており（移調）、「いえい!」や「わん・つー」といった掛け声が追加されている。
2006年、5人組のジュニアアイドルユニット「Kiss!い・も・う・とClub.」のアルバム『萌トリビュート』に、カバーバージョンが収録された。
2007年、ナムコ『THE IDOLM@STER』の企画CDに、登場キャラクター・高槻やよいの歌うカバーバージョンが収録された（通称：やよぴったん）。その後、同ゲームのキャラクター・如月千早の歌うバージョン（通称：ちはぴったん）も発表。さらにその後、天海春香役の中村繪里子によるカバーバージョンも発表された。基本的には「ふたりのぜのぴったん」と同じアレンジ（歌詞は原曲のまま）で各キャラクターが歌っている。なお、神前は『THE IDOLM@STER』の音楽担当の一人である。
テレビアニメ版『らき☆すた』第10話および第22話の中で挿入歌として使用され、エンディングのクレジットにも表示された。作曲者の神前がこのアニメの音楽担当でもあるため、小ネタとして使用されたもの。
2008年、ナムコ『ファミリースキー』では、スキー場のBGM（場内放送）としてかかる曲のひとつとして使用されている。
2011年、Wiiゲーム『go vacation』のリゾート地においてかかるBGMのひとつとして、アレンジして流されている。

## バージョン
ふたりのもじぴったん（オリジナル）
- 作詞：後藤裕之
- 作曲・編曲：神前暁
- 歌：古原奈々

2003年発表（1番のみのバージョンは2001年）。PS2版『ことばのパズル もじぴったん』使用曲。
CD『ことばのパズル もじぴったん おりじなるさうんどとらっく』収録。
ふたりのぜのぴったん
- 作詞：後藤裕之
- 作曲・編曲：神前暁
- 歌：前田愛（シオン）、鈴木麻里子（KOS-MOS）、宍戸留美（M.O.M.O.）

2004年発表の替え歌。PS2版『ゼノサーガ フリークス』内の『ことばのパズル ぜのぴったん』使用曲。
CD『KOTOBA NO PUZZLE MOJIPITTAN DAIJITEN ORIGINAL SOUNDTRACK』収録。
ふたりのもじぴったん(fine c'est la mix)
- 作詞：後藤裕之
- 作曲：神前暁
- 編曲：中田ヤスタカ
- 歌：古原奈々

2004年発表。PSP版『ことばのパズル もじぴったん大辞典』使用曲。
CD『KOTOBA NO PUZZLE MOJIPITTAN DAIJITEN ORIGINAL SOUNDTRACK』収録。
ふたりのもじぴったん
- 作詞：後藤裕之
- 作曲：神前暁
- 編曲：lab
- 歌：Kiss!い・も・う・とClub.

2006年発表。カバー曲。
CD『萌トリビュート』収録。
ふたりのもじぴったん
- 作詞：後藤裕之
- 作曲：神前暁
- 歌：高槻やよい（声・仁後真耶子）

2007年発表。カバー曲。
CD『THE IDOLM@STER Your Song』『THE IDOLM@STER MASTER ARTIST 02』（アイドルマスター）収録。
ふたりのもじぴったん
- 作詞：後藤裕之
- 作曲：神前暁
- 歌：如月千早（声・今井麻美）

2007年発表。カバー曲。
再発されたカバーソングCD『Gratitude（グラッティテュード・感謝）』（アイドルマスター）アニメイト限定版に収録。
ふたりのもじぴったん
- 作詞：後藤裕之
- 作曲：神前暁
- 歌：中村繪里子

2009年発表。カバー曲。
CD『百歌声爛 -女性声優編III-』収録。